# Gornja Gračanica
Pour les articles homonymes, voir Gračanica.
Gornja Gračanica (en cyrillique : Горња Грачаница) est un village de Bosnie-Herzégovine. Il est situé sur le territoire de la ville de Zenica, dans le canton de Zenica-Doboj et dans la fédération de Bosnie-et-Herzégovine. Selon les premiers résultats du recensement bosnien de 2013, il compte 858 habitants.
Avant 1991, le territoire de l'actuel village était divisé entre plusieurs hameaux : Čekote, Drinjani, Jezero, Mrgodići, Potok et Tuganja ; depuis 1991, le village est recensé comme une entité administrative à part entière.

## Démographie

### Évolution historique de la population dans la localité
| 1948 | 1953 | 1961 | 1971 | 1981 | 1991  | 2013 |
| ---- | ---- | ---- | ---- | ---- | ----- | ---- |
| -    | -    | -    | -    | -    | 1 027 | 858  |

|  |